# Rumilly (Pas-de-Calais)
Rumilly ist eine französische Gemeinde mit 239 Einwohnern (Stand 1. Januar 2022) im Département Pas-de-Calais in der Region Hauts-de-France (vor 2016 Nord-Pas-de-Calais). Sie gehört zum Arrondissement Montreuil und zum Kanton Lumbres (bis 2015 Kanton Hucqueliers). Die Einwohner werden Rumillyacois genannt.
Nachbargemeinden von Rumilly sind Aix-en-Ergny im Nordwesten, Thiembronne im Norden, Renty im Nordosten, Herly im Südwesten sowie Verchocq im Südosten.

## Bevölkerungsentwicklung
| Jahr      | 1962 | 1968 | 1975 | 1982 | 1990 | 1999 | 2007 | 2014 |
| Einwohner | 334  | 321  | 292  | 287  | 260  | 183  | 253  | 259  |

## Sehenswürdigkeiten
- Kirche Notre-Dame-de-l’Assomption